# Sontra
Sontra ist eine Kleinstadt im nordhessischen Werra-Meißner-Kreis.
Der Luftkurort ist als „Berg- und Hänselstadt“ bekannt, wobei „Bergstadt“ auf die Zeit der Stadt mit Kupferschiefer-Bergbau und „Hänselstadt“ auf die ehemalige Zugehörigkeit zur Hanse verweist. In der Stadt, die sich auf 111,29 km² Fläche erstreckt, lebten 7827 Einwohner, Stand 3. Februar 2020, davon 4595 in der Kernstadt.

## Geographie

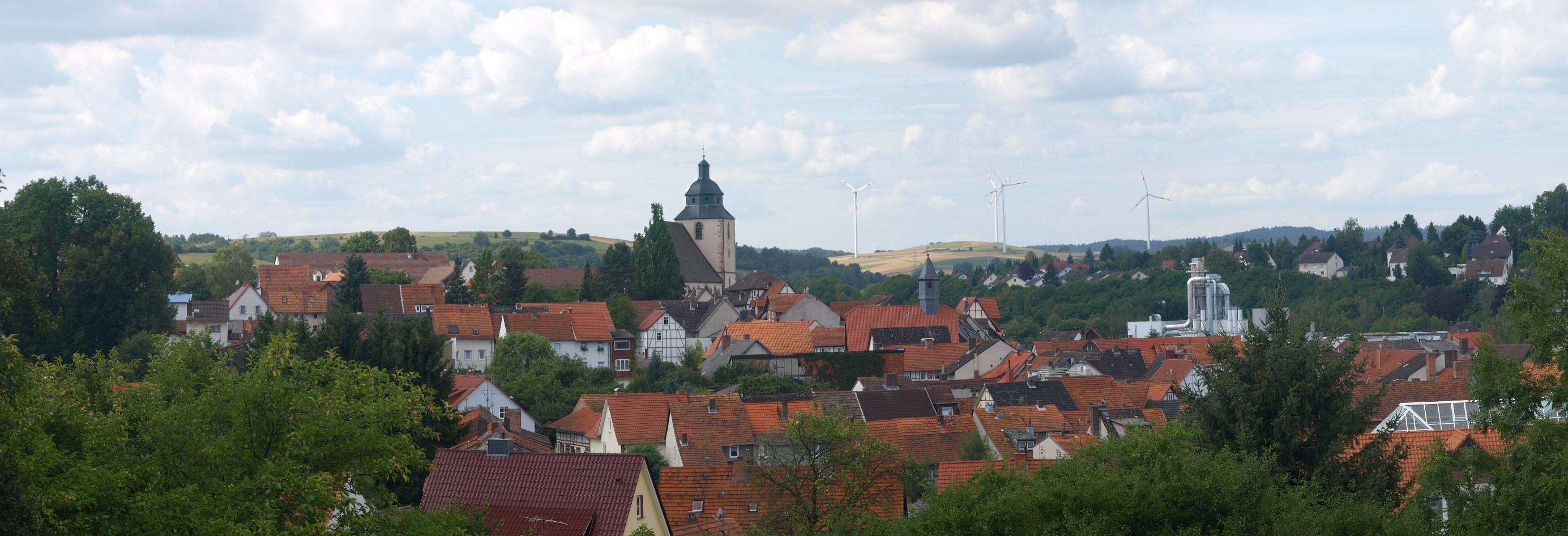
Ansicht der Altstadt von Sontra

Sontra liegt zwischen Bad Hersfeld (etwa 30 km südwestlich), Kassel (etwa 45 km nordwestlich) und Eisenach (etwa 35 km östlich) östlich des Stölzinger Gebirges, nördlich des Richelsdorfer Gebirges und westlich des Ringgaus. Durchflossen wird es von der Sontra, die bei Wehretal in die Wehre mündet, und der Ulfe, die beim Ortsteil Wichmannshausen in die Sontra mündet. Sontra gehört zum Geo-Naturpark Frau-Holle-Land.

### Nachbargemeinden
Sontra grenzt im Norden an die Stadt Waldkappel und die Gemeinde Wehretal, im Osten an die Gemeinden Ringgau und Herleshausen (alle im Werra-Meißner-Kreis), im Südosten an die Gemeinde Gerstungen (im thüringischen Wartburgkreis), im Süden an die Gemeinden Wildeck und Nentershausen, sowie im Südwesten an die Gemeinde Cornberg (alle drei im Landkreis Hersfeld-Rotenburg).

### Stadtgliederung
Neben der Kernstadt besteht Sontra aus den 15 Ortsteilen Berneburg, Blankenbach, Breitau, Diemerode, Heyerode, Hornel, Krauthausen, Lindenau, Mitterode, Stadthosbach, Thurnhosbach, Ulfen, Weißenborn, Wichmannshausen und Wölfterode.

### Klima
|                        | Jan  | Feb  | Mär  | Apr  | Mai  | Jun  | Jul  | Aug  | Sep  | Okt  | Nov  | Dez  |   |      |
| Mittl. Temperatur (°C) | −1,1 | −0,4 | 2,8  | 6,7  | 11,2 | 14,4 | 15,9 | 15,3 | 12,3 | 8,1  | 3,4  | 0,3  | ⌀ | 7,4  |
| Mittl. Tagesmax. (°C)  | 2    | 4    | 9    | 13   | 18   | 20   | 23   | 23   | 18   | 13   | 7    | 2    | ⌀ | 12,7 |
| Mittl. Tagesmin. (°C)  | −1   | −1   | 2    | 4    | 8    | 11   | 13   | 13   | 10   | 6    | 2    | 0    | ⌀ | 5,6  |
|                        |      |      |      |      |      |      |      |      |      |      |      |      |   |      |
| Niederschlag (mm)      | 52,4 | 42,1 | 52,4 | 52,7 | 67,5 | 74,6 | 66,9 | 67,3 | 49,6 | 49,9 | 57,1 | 63,5 | Σ | 696  |
|                        |      |      |      |      |      |      |      |      |      |      |      |      |   |      |
| Sonnenstunden (h/d)    | 1,12 | 2,09 | 3,31 | 4,81 | 5,97 | 6,30 | 6,42 | 5,99 | 4,61 | 3,28 | 1,33 | 0,85 | ⌀ | 3,8  |

| −1 |

| −1 |

| 2 |

| 4 |

| 8 |

| 11 |

| 13 |

| 13 |

| 10 |

| 6 |

| 2 |

| 0 |

| −1 |

| −1 |

| 2 |

| 4 |

| 8 |

| 11 |

| 13 |

| 13 |

| 10 |

| 6 |

| 2 |

| 0 |

| N i e d e r s c h l a g | 52,4 | 42,1 | 52,4 | 52,7 | 67,5 | 74,6 | 66,9 | 67,3 | 49,6 | 49,9 | 57,1 | 63,5 |
|                         | Jan  | Feb  | Mär  | Apr  | Mai  | Jun  | Jul  | Aug  | Sep  | Okt  | Nov  | Dez  |

## Geschichte

### Stadtgeschichte

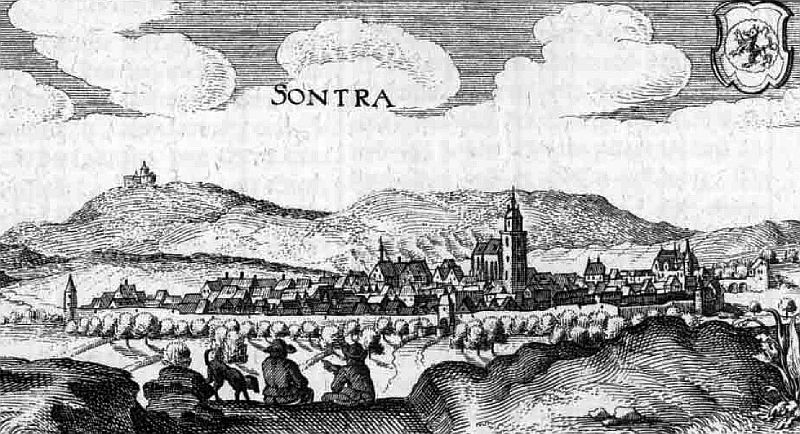
Sontra – Auszug aus der Topographia Hassiae von Matthäus Merian 1655

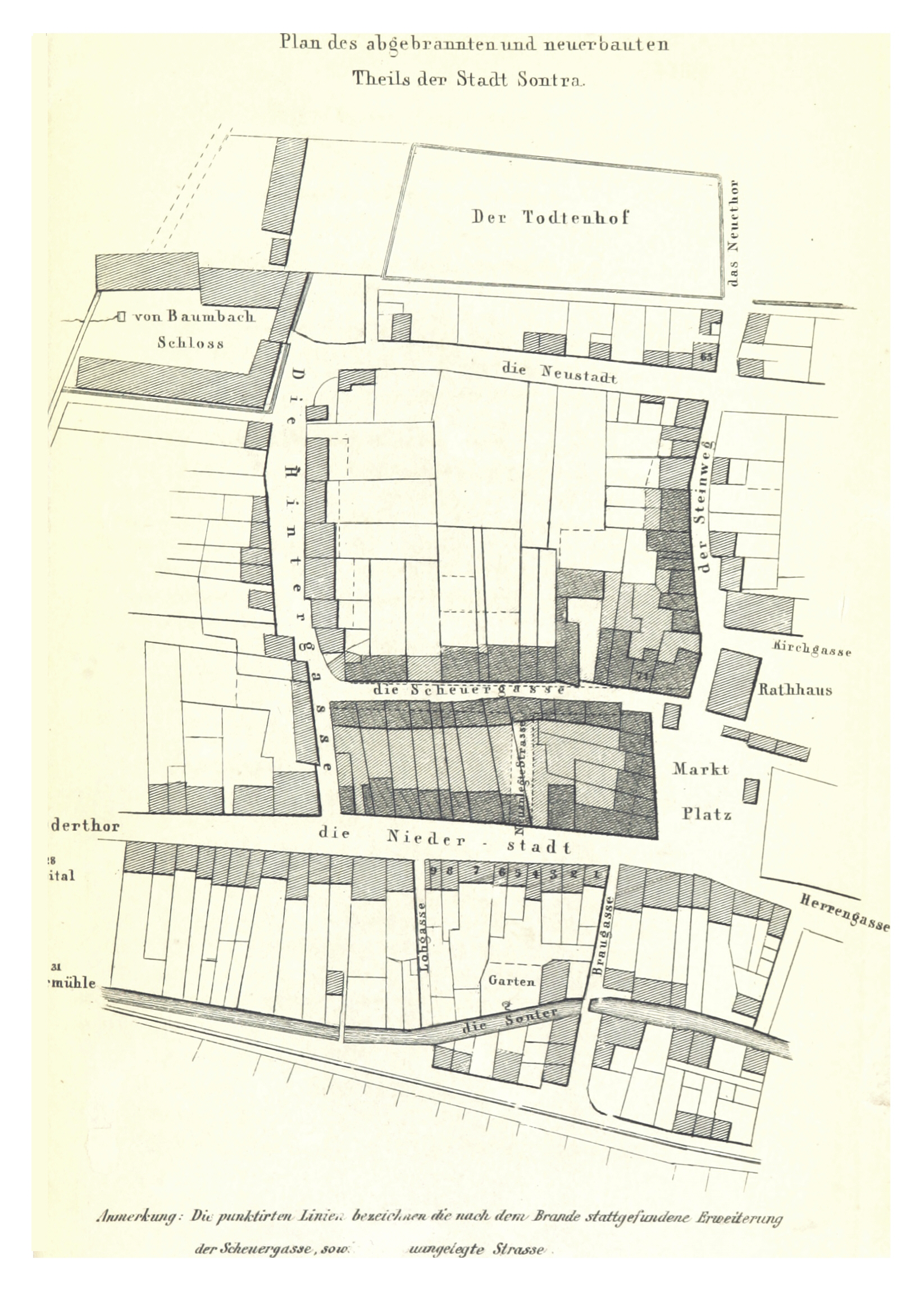
Lageplan zum Stadtbrand des Jahres 1821 mit Angabe der zerstörten Gebäude

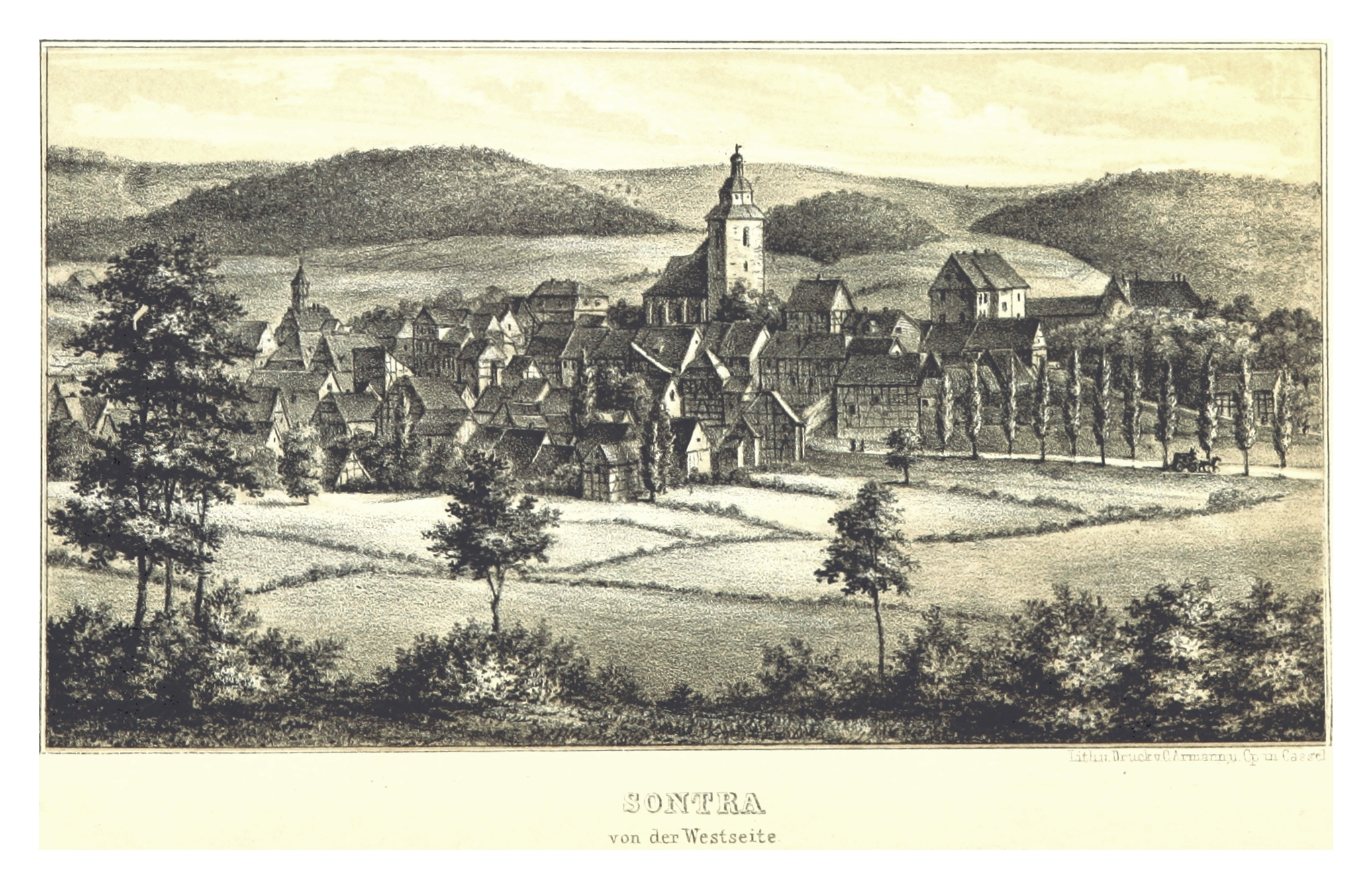
Stadtansicht von Sontra um 1860

Im Jahre 775 wurde der Sontraer Stadtteil Ulfen erstmals erwähnt. Im 8. Jahrhundert wird auch Sontra selbst erstmals erwähnt. Der Ort war damals Mittelpunkt der Gesamtverwaltung und der obersten Gerichtsbarkeit für den fränkischen Ringgau (Burg und Thing im Regnumsundern). Von den landgräflichen Vögten von Sontra nennen die vorhandenen Urkunden 1224 Gottfried von Wartburg und 1225 einen Herrn von Boyneburg aber schon als landgräfliche Ministerialen advocatus de Sunthra. Die ersten Gerichtsherren auf der Burg Sontra stammten mit hoher Wahrscheinlichkeit von den Boyneburgern ab. Nach dem Aussterben dieses Zweiges in Sontra um 1330 und der Veräußerung der Schutzherrschaft nannte sich der älteste Zweig der Boyneburger bis zu seinem Aussterben im 16. Jahrhundert nur noch von Sontra. Im Jahre 1232 wurde eine Kunigunde de Suntraha genannt, die beim Besuch des Grabes der Heiligen Elisabeth in Marburg Heilung erfahren habe.
Die Stadtrechte erhielt Sontra im Jahre 1368. Mindestens seit 1499 gab es in Sontra Kupferschieferbergbau, der bis in die 1950er Jahre betrieben wurde. 1558 vernichtete ein Großbrand den mittelalterlichen Stadtkern, dabei brannte auch die Kirche aus. Bereits vor dem Dreißigjährigen Krieg gab es in Sontra eine Apotheke, die in der späteren „privilegierten Löwenapotheke“ fortlebte.
Am 2. März 1576 bestellte ein Fürstliches Rescript den Pfarrer Johannes Werner zu Sontra zum regionalen Vertreter des Superintendenten zu Allendorf an der Werra, um die benachbarten Pfarrer und Schullehrer zu visitieren – er war der erste überhaupt, dem in der Landgrafschaft Hessen das neue Amt eines Metropolitan anvertraut wurde. Dem landgräflichen Amt Sontra entsprach kirchlicherseits bis ins 20. Jahrhundert die Klasse Sontra.
Der Dreißigjährige Krieg setzte der Stadt hart zu. „Anno 1623 seindt alhier an der Rothen Ruhr. 137 Persohnen gestorben; anno 1626 seindt an der Pestil. 549 Persohnen gestorben, Syr.7 Was du thust o Mensch so bedenke das Ende.“ So steht es auf dem in der Stadtkirche aufgestellten Grabstein des Ulfener Pfarrers Johannes Bormann, 1626 in Sontra verstorben. In der Christnacht 1634 steckten kroatische Reiter die Stadt in Brand; die Hälfte der Häuser wurde vernichtet und auch das landgräfliche Schloss wurde nachhaltig zerstört. Was übrig blieb, plünderten 1639 die Schweden. Im Jahre 1645 siedelten sich wieder Neubürger an und 1647 plünderten noch einmal kaiserliche Soldaten in der Stadt.
In Sontra waren seit dem 18. Jahrhundert sogenannte Schutzjuden ansässig, sie begründeten eine eigene Gemeinde, erwarben ein Grundstück für ihren Friedhof und durften eine eigene Schule betreiben. Am 13. November 1821 fielen erneut große Teile der Stadt einem Stadtbrand zum Opfer. Die brandgeschädigten Bürger wurden durch eine landesweite Sammlung unterstützt, ein kleiner Restbetrag bildete auf Anregung der kurfürstlichen Schadenskommission nach Ausgleich letzter Schäden 1824 einen Grundstock zur Ausstattung der Schule mit Lehrmitteln.
Der städtische Richtplatz befand sich vermutlich nicht auf dem heute so genannten Galgenberg, sondern vor der Stadt auf der Thingstätte. Die dorthin führende Straße, heute Bäckergasse, hat ihren Namen von den Beckarden, die den armen Sündern auf dem Weg zur Hinrichtung eine letzte Barmherzigkeit reichten.
In der zu Sontra gehörenden Siedlung Donnershag wurde 1919 bis 1924 die sogenannte Siedlungsgesellschaft „Freiland-Freigeld“ vom Ehepaar Margart und Ernst Hunkel begründet, wo zeitweise 350 Siedler lebten.
In den Jahren von 1936 bis 1938 wurde an die alte Kupferschiefer-Tradition angeknüpft: Im Richelsdorfer Gebirge wurden Bergwerke neu aufgefahren und auf dem Brodberg wurden Flotations- und Hüttenanlagen zur Weiterverarbeitung des Kupfererzes gebaut. Durch die vorwiegend aus dem Mansfelder Land, aus Oberschlesien und aus dem Saargebiet angesiedelten Berg- und Hüttenleute wuchs die Einwohnerzahl von etwa 2200 auf 5500. Durch Flüchtlinge und Vertriebene wuchs sie 1945/46 abermals auf knapp 7000. Infolge eines Wassereinbruchs im Reichenberg-Schacht 1953 wurde der Kupferschieferabbau unrentabel, so dass 1955 die Kurhessische Kupferschiefer-AG liquidiert werden musste und zahlreiche Bergleute in Richtung Ruhrgebiet abwanderten.
Sontra gehörte bis zur Gebietsreform in Hessen 1972 dem Landkreis Rotenburg (Fulda) an. Die beiden Gemeinden Cornberg und Nentershausen verblieben im neu gegründeten Landkreis Hersfeld-Rotenburg.

### Hessische Gebietsreform und Eingemeindungen
Am 1. Februar 1971 wurden im Zuge der hessischen Gebietsreform die bis dahin selbständigen Gemeinden Ulfen und Weißenborn auf freiwilliger Basis in die Stadt Sontra eingegliedert. Am 1. Juli 1971 kamen die Gemeinden Berneburg, Blankenbach, Lindenau und Wölfterode hinzu. Breitau, Diemerode, Heyerode und Krauthausen folgten am 31. Dezember 1971. Die Reihe der Eingemeindungen wurde kraft Landesgesetz mit der Eingliederung von Mitterode, Stadthosbach, Thurnhosbach und Wichmannshausen am 1. August 1972, dem Tag des Wechsels in den Landkreis Eschwege, abgeschlossen. Die beiden Landkreise Eschwege und Witzenhausen wurden am 1. Januar 1974 zum Werra-Meißner-Kreis vereinigt. Für alle bei der Gebietsreform nach Sontra eingegliederten Gemeinden wurden Ortsbezirke mit Ortsbeirat und Ortsvorsteher nach der Hessischen Gemeindeordnung gebildet.

### Verwaltungsgeschichte im Überblick
Die folgende Liste zeigt die Staaten und Verwaltungseinheiten, denen Sontra angehört(e):
- vor 1567: Heiliges Römisches Reich, Landgrafschaft Hessen, Amt Sontra
- ab 1567: Heiliges Römisches Reich (bis 1806), Landgrafschaft Hessen-Kassel, Amt Sontra
  - 1627–1834: Landgrafschaft Hessen-Rotenburg (sogenannte Rotenburger Quart), teilsouveränes Fürstentum unter reichsrechtlicher Oberhoheit der Landgrafschaft Hessen-Kassel bzw. des Kurfürstentums Hessen
- ab 1806: Landgrafschaft Hessen-Kassel, Rotenburger Quart, Amt Sontra
- 1807–1813: Königreich Westphalen, Departement der Werra, Distrikt Eschwege, Kanton Sontra
- ab 1815: Kurfürstentum Hessen, Rotenburger Quart, Amt Sontra[14]
- ab 1821/22: Kurfürstentum Hessen, Provinz Niederhessen, Kreis Rotenburg[15][Anm. 2]
- ab 1848: Kurfürstentum Hessen, Bezirk Hersfeld
- ab 1851: Kurfürstentum Hessen, Provinz Niederhessen, Kreis Rotenburg
- ab 1867: Königreich Preußen, Provinz Hessen-Nassau, Regierungsbezirk Kassel, Kreis Rotenburg
- ab 1871: Deutsches Reich, Königreich Preußen, Provinz Hessen-Nassau, Regierungsbezirk Kassel, Kreis Rotenburg
- ab 1918: Deutsches Reich, Freistaat Preußen, Provinz Hessen-Nassau, Regierungsbezirk Kassel, Kreis Rotenburg
- ab 1944: Deutsches Reich, Freistaat Preußen, Provinz Kurhessen, Landkreis Rotenburg
- ab 1945: Deutsches Reich, Amerikanische Besatzungszone, Groß-Hessen, Regierungsbezirk Kassel, Landkreis Rotenburg
- ab 1946: Deutsches Reich, Amerikanische Besatzungszone, Hessen, Regierungsbezirk Kassel, Landkreis Rotenburg
- ab 1949: Bundesrepublik Deutschland, Hessen, Regierungsbezirk Kassel, Landkreis Rotenburg
- ab 1972: Bundesrepublik Deutschland, Hessen, Regierungsbezirk Kassel, Landkreis Eschwege
- ab 1974: Bundesrepublik Deutschland, Hessen, Regierungsbezirk Kassel, Werra-Meißner-Kreis

## Bevölkerung

### Einwohnerstruktur 2011
Nach den Erhebungen des Zensus 2011 lebten am Stichtag, dem 9. Mai 2011 in Sontra 7795 Einwohner. Darunter waren 196 (2,5 %) Ausländer, von denen 62 aus dem EU-Ausland, 125 aus anderen europäischen Ländern und 9 aus anderen Staaten kamen. Bis zum Jahr 2020 erhöhte sich die Ausländerquote auf 10,1 %. Nach dem Lebensalter waren 1269 Einwohner unter 18 Jahren, 2952 zwischen 18 und 49, 1782 zwischen 50 und 64 und 1791 Einwohner waren älter. Die Einwohner lebten in 3355 Haushalten. Davon waren 1000 Singlehaushalte, 973 Paare ohne Kinder und 1048 Paare mit Kindern, sowie 271 Alleinerziehende und 63 Wohngemeinschaften. In 768 Haushalten lebten ausschließlich Senioren und in 2064 Haushaltungen lebten keine Senioren.

### Einwohnerentwicklung
Quelle: Historisches Ortslexikon
- 1466: 128 Hausgesesse
- 1585: 231 Hausgesesse
- 1602: 402 Haushaltungen mit circa 2000 Menschen
- 1648: nach Ruhr, Pest und Krieg nur noch 200 Menschen
- 1747: 229 Feuerstätten

| Sontra: Einwohnerzahlen von 1834 bis 2020 | Sontra: Einwohnerzahlen von 1834 bis 2020 | Sontra: Einwohnerzahlen von 1834 bis 2020 | Sontra: Einwohnerzahlen von 1834 bis 2020 | Sontra: Einwohnerzahlen von 1834 bis 2020 |
| --- | ----------------------------------------- | ----------------------------------------- | ----------------------------------------- | ----------------------------------------- |
| Jahr |                                           |                                           |                                           | Einwohner                                 |
| 1834 | 1834                                      |                                           | 1.856                                     | 1.856                                     |
| 1840 | 1840                                      |                                           | 1.785                                     | 1.785                                     |
| 1846 | 1846                                      |                                           | 1.998                                     | 1.998                                     |
| 1852 | 1852                                      |                                           | 1.942                                     | 1.942                                     |
| 1858 | 1858                                      |                                           | 1.813                                     | 1.813                                     |
| 1864 | 1864                                      |                                           | 1.491                                     | 1.491                                     |
| 1871 | 1871                                      |                                           | 1.805                                     | 1.805                                     |
| 1875 | 1875                                      |                                           | 2.005                                     | 2.005                                     |
| 1885 | 1885                                      |                                           | 2.117                                     | 2.117                                     |
| 1895 | 1895                                      |                                           | 2.106                                     | 2.106                                     |
| 1905 | 1905                                      |                                           | 2.226                                     | 2.226                                     |
| 1910 | 1910                                      |                                           | 2.253                                     | 2.253                                     |
| 1925 | 1925                                      |                                           | 2.420                                     | 2.420                                     |
| 1939 | 1939                                      |                                           | 4.162                                     | 4.162                                     |
| 1946 | 1946                                      |                                           | 6.376                                     | 6.376                                     |
| 1950 | 1950                                      |                                           | 6.141                                     | 6.141                                     |
| 1956 | 1956                                      |                                           | 5.206                                     | 5.206                                     |
| 1961 | 1961                                      |                                           | 5.247                                     | 5.247                                     |
| 1967 | 1967                                      |                                           | 5.761                                     | 5.761                                     |
| 1970 | 1970                                      |                                           | 5.765                                     | 5.765                                     |
| 1973 | 1973                                      |                                           | 9.890                                     | 9.890                                     |
| 1975 | 1975                                      |                                           | 9.515                                     | 9.515                                     |
| 1980 | 1980                                      |                                           | 9.098                                     | 9.098                                     |
| 1985 | 1985                                      |                                           | 8.583                                     | 8.583                                     |
| 1990 | 1990                                      |                                           | 9.239                                     | 9.239                                     |
| 1995 | 1995                                      |                                           | 9.418                                     | 9.418                                     |
| 2000 | 2000                                      |                                           | 8.958                                     | 8.958                                     |
| 2005 | 2005                                      |                                           | 8.568                                     | 8.568                                     |
| 2010 | 2010                                      |                                           | 7.955                                     | 7.955                                     |
| 2011 | 2011                                      |                                           | 7.795                                     | 7.795                                     |
| 2015 | 2015                                      |                                           | 7.629                                     | 7.629                                     |
| 2020 | 2020                                      |                                           | 7.693                                     | 7.693                                     |
| Datenquelle: Historisches Gemeindeverzeichnis für Hessen: Die Bevölkerung der Gemeinden 1834 bis 1967. Wiesbaden: Hessisches Statistisches Landesamt, 1968. Weitere Quellen: ; Hessisches Statistisches Informationssystem; Zensus 2011 Nach 1970 einschließlich der im Zuge der Gebietsreform in Hessen eingegliederten Orte. |                                           |                                           |                                           |                                           |

### Religionszugehörigkeit
| • 1885: | 1811 evangelische (= 83,11 %), 20 katholische (= 1,03 %), 114 jüdische (= 5,86 %) Einwohner    |
| • 1961: | 4121 evangelische (= 78,54 %), 1002 katholische (= 19,10 %) Einwohner                          |
| • 1987: | 7381 evangelische (= 81,60 %), 1065 katholische (= 11,77 %), 599 sonstige (= 6,62 %) Einwohner |
| • 2011: | 5862 evangelische (= 75,2 %), 660 katholische (= 8,4 %), 1273 sonstige (= 16,4 %) Einwohner    |

## Politik

### Stadtverordnetenversammlung
Die Kommunalwahl am 14. März 2021 lieferte folgendes Ergebnis, in Vergleich gesetzt zu früheren Kommunalwahlen:
| Stadtverordnetenversammlung – Kommunalwahlen 2021                                                                      | Stadtverordnetenversammlung – Kommunalwahlen 2021            |
| --- | ------------------------------------------------------------ |
| StimmenanteilWahlbeteiligung 49,2 % 6050403020100 59,6 (+1,5)26,6 (−1,7)13,8 (+3,4)n. k. (−3,2) SPDCDUBfSGrüne20162021 | SitzverteilungInsgesamt 31 Sitze - SPD: 19 - BfS: 4 - CDU: 8 |

| Parteien und Wählergemeinschaften | Parteien und Wählergemeinschaften           | % 2021 | Sitze 2021 | % 2016 | Sitze 2016 | % 2011 | Sitze 2011 | % 2006 | Sitze 2006 | % 2001 | Sitze 2001 |
| --------------------------------- | ------------------------------------------- | ------ | ---------- | ------ | ---------- | ------ | ---------- | ------ | ---------- | ------ | ---------- |
| SPD                               | Sozialdemokratische Partei Deutschlands     | 59,6   | 19         | 58,1   | 18         | 50,1   | 16         | 45,2   | 14         | 54,6   | 17         |
| CDU                               | Christlich Demokratische Union Deutschlands | 26,6   | 8          | 28,3   | 9          | 34,0   | 11         | 35,8   | 11         | 29,0   | 9          |
| BfS                               | Bürger für Sontra                           | 13,8   | 4          | 10,4   | 3          | –      | –          | –      | –          | –      | –          |
| Grüne                             | Bündnis 90/Die Grünen                       | –      | –          | 3,2    | 1          | 4,0    | 1          | 2,1    | 1          | 2,9    | 1          |
| FWG                               | Freie Wählergemeinschaft Sontra             | –      | –          | –      | –          | 7,8    | 2          | 10,9   | 3          | 8,5    | 3          |
| FDP                               | Freie Demokratische Partei                  | –      | –          | –      | –          | 4,0    | 1          | 6,0    | 2          | 4,9    | 1          |
| Gesamt                            | Gesamt                                      | 100,0  | 31         | 100,0  | 31         | 100,0  | 31         | 100,0  | 31         | 100,0  | 31         |
| Wahlbeteiligung in %              | Wahlbeteiligung in %                        | 49,2   | 49,2       | 53,4   | 53,4       | 57,0   | 57,0       | 55,4   | 55,4       | 58,4   | 58,4       |

### Bürgermeister und Magistrat
Nach der hessischen Kommunalverfassung wird der Bürgermeister für eine sechsjährige Amtszeit gewählt, seit dem Jahr 1993 in einer Direktwahl, und ist Vorsitzender des Magistrats, dem in der Stadt Sontra neben dem Bürgermeister ehrenamtlich ein Erster Stadtrat und acht weitere Stadträte angehören. Bürgermeister ist seit dem 1. November 2014 Thomas Eckhardt (SPD). Er wurde als Nachfolger von Karl-Heinz Schäfer (SPD), der nach zwei Amtszeiten nicht wieder kandidiert hatte, am 25. Mai 2014 im ersten Wahlgang bei 66,9 Prozent Wahlbeteiligung mit 63,3 Prozent der Stimmen gewählt. Eine Wiederwahl ohne Gegenkandidaten folgte, pandemiebedingt verschoben, am 1. November 2020. Durch die verschobene Wahl verschob sich der Beginn der zweiten Amtszeit auf den 8. Dezember 2020, den Tag der Amtseinführung mit Aushändigung der Ernennungsurkunde in der Sitzung der Stadtverordnetenversammlung.

#### Amtszeiten der Bürgermeister
Quelle:
- 2014–2026 Thomas Eckhardt (SPD)[26][30][31]
- 2002–2014 Karl-Heinz Schäfer (SPD)[27]
- 1984(?)–2002 Gerhard Büchling (wird 1988 als Bürgermeister erwähnt; ob er damals in seiner ersten
Amtszeit oder schon vorher Bürgermeister war, hat sich der Online-Recherche bislang nicht erschlossen.)[32]

#### Magistrat
Der Magistrat ist als Kollegialorgan die Verwaltungsbehörde der Stadt. Er besteht aus dem Bürgermeister als Vorsitzenden, dem Ersten Stadtrat und mindestens einem weiteren Stadtrat; die Zahl der Stadträte wird in der Hauptsatzung festgeschrieben und sie sind, wenn dort nichts anderes bestimmt ist, ehrenamtlich tätig. In den kreisangehörigen Städten Hessens bewegt sich die Zahl der weiteren Stadträte (neben dem Ersten Stadtrat) zwischen vier und zwölf, mit einem Schwerpunkt bei der Spanne zwischen fünf bis neun. Die Zahl hauptamtlicher Stadträte darf die der ehrenamtlichen nicht übersteigen.
Der Magistrat besorgt die laufende Verwaltung und wird von den Bediensteten der Stadt unterstützt. Diese stellt er ein, befördert und entlässt sie. Er trifft die Entscheidungen zu laufenden Verwaltungsangelegenheiten, bereitet gemeinsam mit der Verwaltung die Beschlüsse der Stadtverordnetenversammlung vor und führt diese aus. Er wirkt mit bei der Ausführung der Gesetze und Verordnungen innerhalb der Stadt, bei der Verwaltung des Vermögens, bei der Erstellung des Haushaltsplanes sowie bei der Überwachung des Kassen- und Rechnungswesens. Auch die Wahrung der Bürgerinteressen ist seine Aufgabe. Er vertritt die Gemeinde nach außen, führt den Schriftwechsel und vollzieht die Gemeindeurkunden. Er tagt unter Vorsitz des Bürgermeisters in nicht-öffentlichen Sitzungen. An den Sitzungen der Stadtverordnetenversammlung nimmt der Magistrat ohne Stimmrecht teil.
Die ehrenamtlichen Stadträte werden von der Stadtverordnetenversammlung in oder bald nach der konstituierenden Sitzung für die fünfjährige Wahlperiode bis zur nächsten Kommunalwahl in den Magistrat gewählt. Für die Dauer ihrer Wahlzeit werden sie zu Ehrenbeamten ernannt und können zwar zurücktreten, aber im Gegensatz zu hauptamtlichen Magistratsmitgliedern nicht abgewählt werden. Die Stärke der in der Stadtverordnetenversammlung vertretenen Fraktionen spiegelt sich grundsätzlich in der Zusammensetzung des ehrenamtlichen Magistrats wider. Vertreter des Bürgermeisters ist der Erste Stadtrat Alwin Hartmann (SPD).

### Stadtsiegel und Wappen

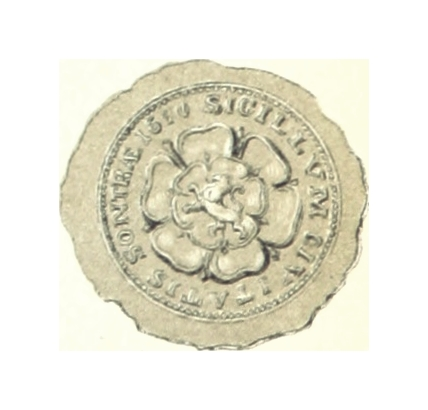
Historisches Stadtsiegel von Sontra

Blasonierung: In Gold eine stilisierte blaue Rose. Auf der Rose ein golden bewehrter, neun Mal von Silber und Rot geteilter Löwe (Hessenlöwe).
Es gibt folgenden überlieferten Wappenspruch:

„Die Stadt Sontra eine Rose hat, darinnen ein bunter Löwe staht’.
Dem Fürsten treu sein wohlgebührt und einer Stadt ihr’ Namen ziert.“

### Interkommunale Zusammenarbeit
Zusammen mit den Nachbargemeinden Herleshausen (Werra-Meißner-Kreis) und Nentershausen (Kreis Hersfeld-Rotenburg) wurde am 14. Oktober 2006 der Zweckverband Interkommunale Zusammenarbeit gegründet. Hieraus entwickelt sich eine enge Kooperation dieser drei Gemeinden mit teilweise bereits übergeordneter Erledigung in Eigenverantwortung von gemeinsamen Aufgaben aus den Bereichen Wirtschaft, Kultur (Bildung), Freizeitgestaltung (Tourismus) und Landwirtschaft.

### Städtepartnerschaften
- Vimoutiers (Département Orne in Frankreich, seit 1971)
- Tambach-Dietharz (Thüringen, seit 1990)
- Łącko (Polen, seit 2017)[38]

## Kultur und Sehenswürdigkeiten

### Bauwerke
Das Stadtgebiet von Sontra verfügt über einen mittelalterlichen Stadtkern mit zahlreichen denkmalgeschützten Fachwerkhäusern. Das Sontraer Rathaus stammt aus dem Jahre 1668.
Über dem Stadtteil Wichmannshausen befindet sich die Burgruine der Boyneburg, sie gehört noch immer zum Besitz der Familie von Boyneburg.

#### Evangelische Stadtkirche St. Marien

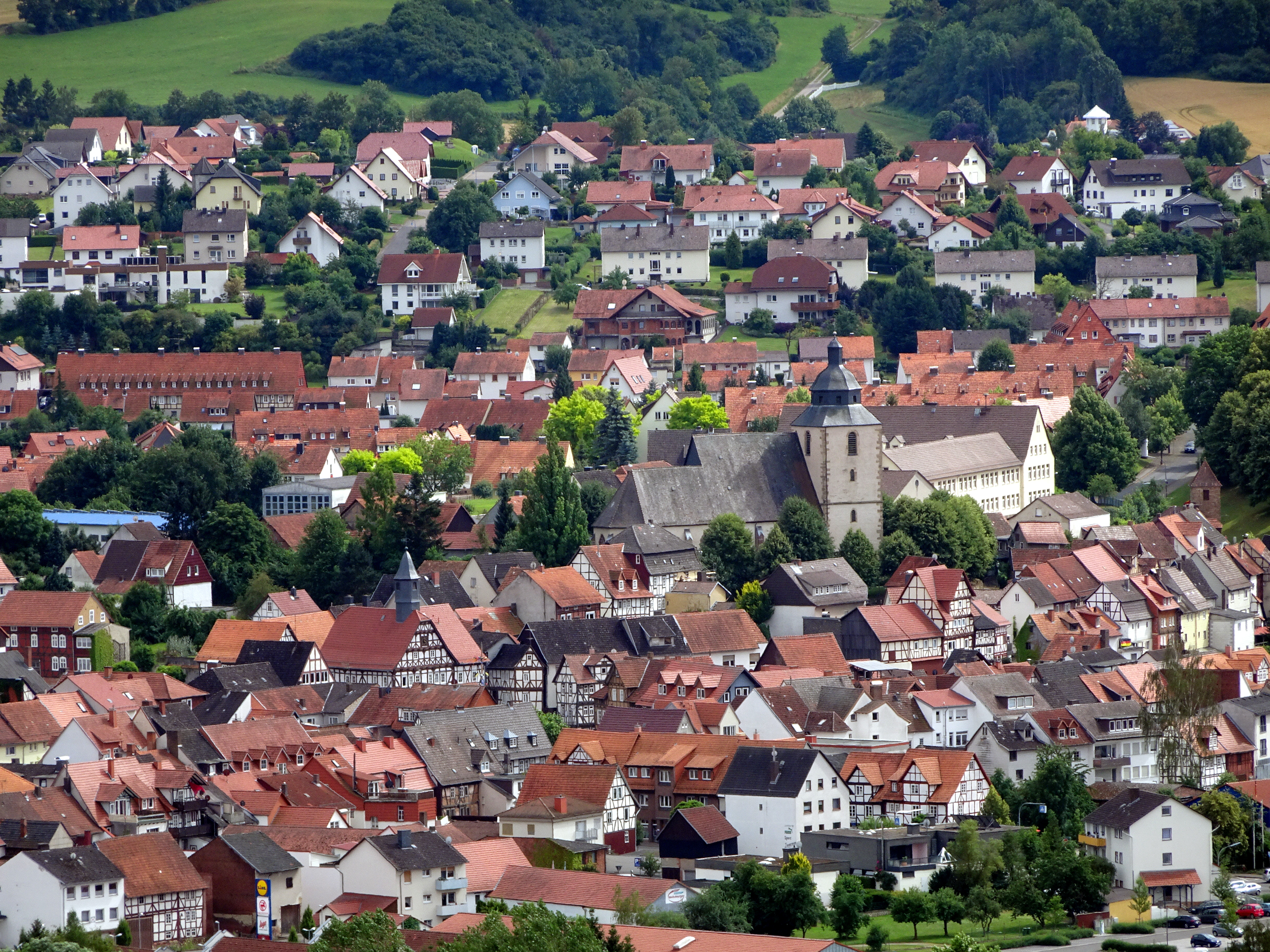
Die Stadtkirche steht auf der höchsten Erhebung der historischen Altstadt

Die Sontraer Kirche war zunächst nach ihrem ersten Schutzpatron, dem Heiligen Georg benannt, heißt aber heute St.-Marien-Kirche. Sie wurde erstmals 1483 bis 1493 von Grund auf erneuert, dabei wurde die dem Bautyp einer gotischen Hallenkirche entsprechende Kirche auch im Grundriss verändert, bei diesem Umbau wurde das nördliche Seitenschiff entfernt, somit besitzt die Kirche nun einen asymmetrischen Grundriss. Das Langhaus besteht aus drei Gewölbejochen, der Chor besitzt zwei Joche. Das Äußere der Kirche macht mit dem sorgfältig bearbeiteten roten Sandsteinquaderwerk und dem mächtigen Dach einen sehr gediegenen Eindruck. Bei den Zugängen ist besonders das große Spitzbogenportal der Nordseite beachtenswert. Der Innenraum, in dem die nachmittelalterlichen Einbauten stark zurücktreten, wirkt weit und offen; zugleich auch hell und festlich. Die Ausmalung von 1934 orientiert sich an der Farbfassung der 1568 wiederhergestellten Ausmalung. Haupt- und Nebenschiff werden durch kräftige Rundpfeiler getrennt, auf denen weit gespannte Arkadenbögen ruhen. Der Chor wird durch die sechs großen Spitzbogenfenster mit dem vielgestaltigen Maßwerk erhellt. Seit 2003 schmücken drei Chorfenster mit dem Trinitätsthema des Londoner Künstlers Graham Jones die drei Chorfenster.
Die Kirche wurde 1558 Opfer eines Großbrandes in der Sontraer Altstadt, dabei wurden auch die im Turm aufgehängten Glocken zerstört. Nach dem Wiederaufbau der Kirche wurde der Kirchturm mit einer markanten Turmspitze versehen, diese stürzte aber bei einem Sturm am 27. Juli 1598 in die Tiefe.
Johann Adam Gundermann aus Wommen gilt als der Erbauer der Sontraer Orgel, er war ein talentierter Schüler des Stader Orgelbaumeisters Arp Schnitger. Gundermann stand noch am Anfang seiner Laufbahn, als er am 22. August 1711, erst 33-jährig in Sontra verstarb. Nach einer späteren Erweiterung verfügte die Orgel über 18 Register Gundermanns und fünf Register des Pedals. Sie galt als die klanglich beste Orgel in weitem Umkreis in Kurhessen außerhalb von Kassel.

#### Rathaus

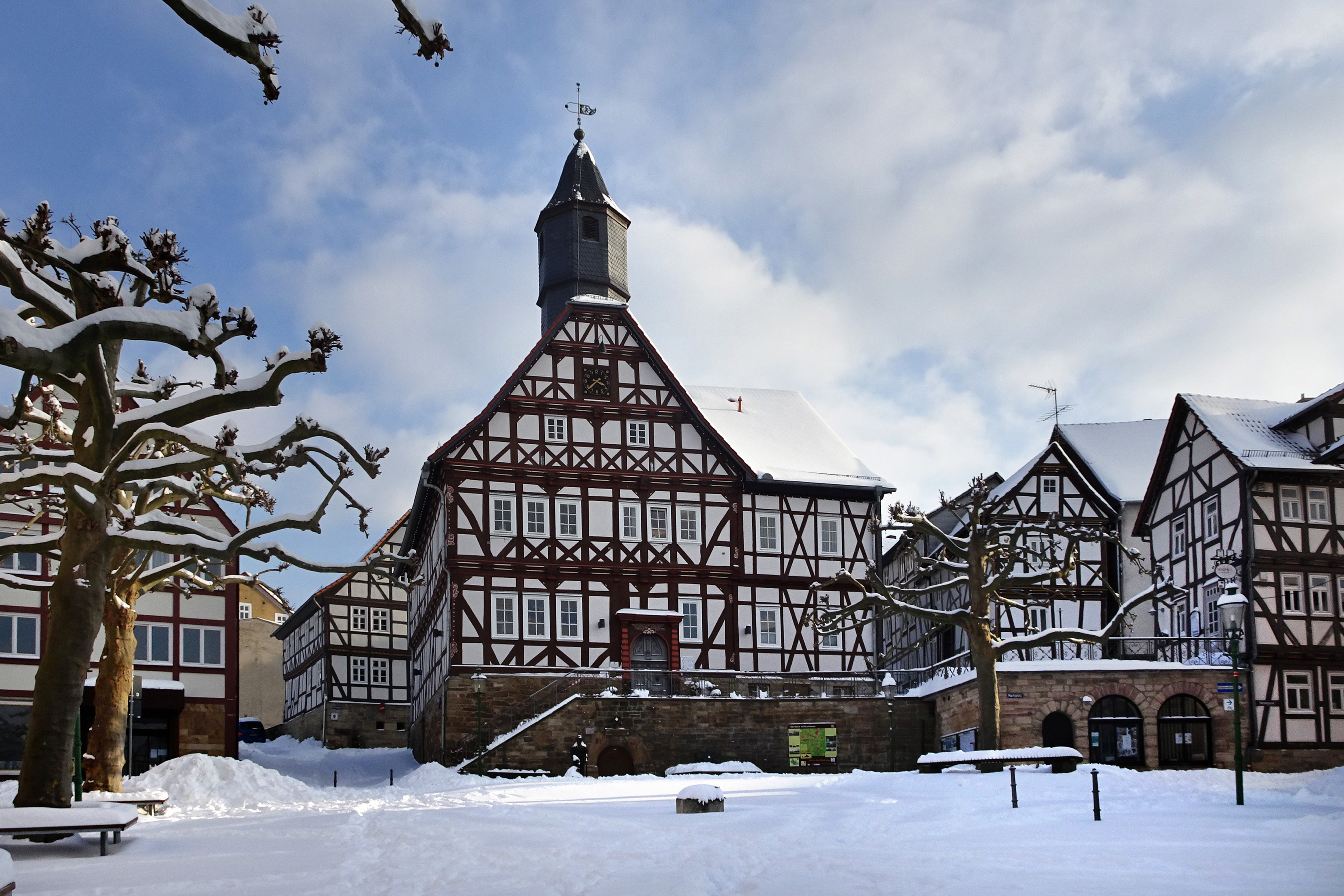
Das Rathaus oberhalb des Marktplatzes

Der stattliche Fachwerkbau mit Türmchen und großer Freitreppe wurde in Jahren von 1668 bis 1670 von Zimmermeister Jakob Schalles auf den Grundmauern des zerstörten früheren Rathauses errichtet. Das Vorgängergebäude war in der Nacht vom 24. auf den 25. Dezember 1634, bei der zweiten großen Feuersbrunst die Sontra heimsuchte, eingeäschert worden. Dem Brand, der während der Schreckenszeit des Dreißigjährigen Krieges von den Kroaten der kaiserlichen Soldateska gelegt wurde, fiel fast die gesamte Stadt zum Opfer.
Das auf einem hohen, massiven Sockel stehende Rathaus ziert auf der Giebelseite ein dichtes Fachwerkraster mit Mannfiguren an den Eckständern und Andreaskreuzen im Brüstungsbereich. Der seitliche Anbau wurde in der zweiten Hälfte des 19. Jahrhunderts angefügt. Zugang in das Gebäude bietet ein Portal mit reichgeschnitzter Tür. In den 2000er Jahren wurde das geschichtsträchtige Gebäude unter Aufsicht der Denkmalspflege umfassend renoviert und modernisiert. Nach abgeschlossener Sanierung wurde in dem Gewölbekeller ein kleines Bergbaumuseum eingerichtet. Neben einem nachgebildeten Bergwerksstollen werden Exponate des Bergbaus um Sontra vom 14. Jahrhundert bis zu seinem Ende ausgestellt.
Das Rathaus ist der Sitz der Stadtverwaltung. In ihm befinden sich neben den Räumen des Bürgermeisters, des Bürgerbüros und einiger Fachämter ein Rathaussaal für Sitzungen der städtischen Gremien. Zu dem Rathauskomplex gehört auch ein ehemaliges Wohnhaus mit angeschlossenem Nebengebäude in der Kirchgasse, in Ecklage zum Steinweg, das im Kern vermutlich aus dem ersten Drittel des 17. Jahrhunderts stammt. Wegen seiner künstlerischen, geschichtlichen und städtebaulichen Bedeutung ist das Rathaus ein geschütztes Kulturdenkmal.

#### Bergbausiedlungen

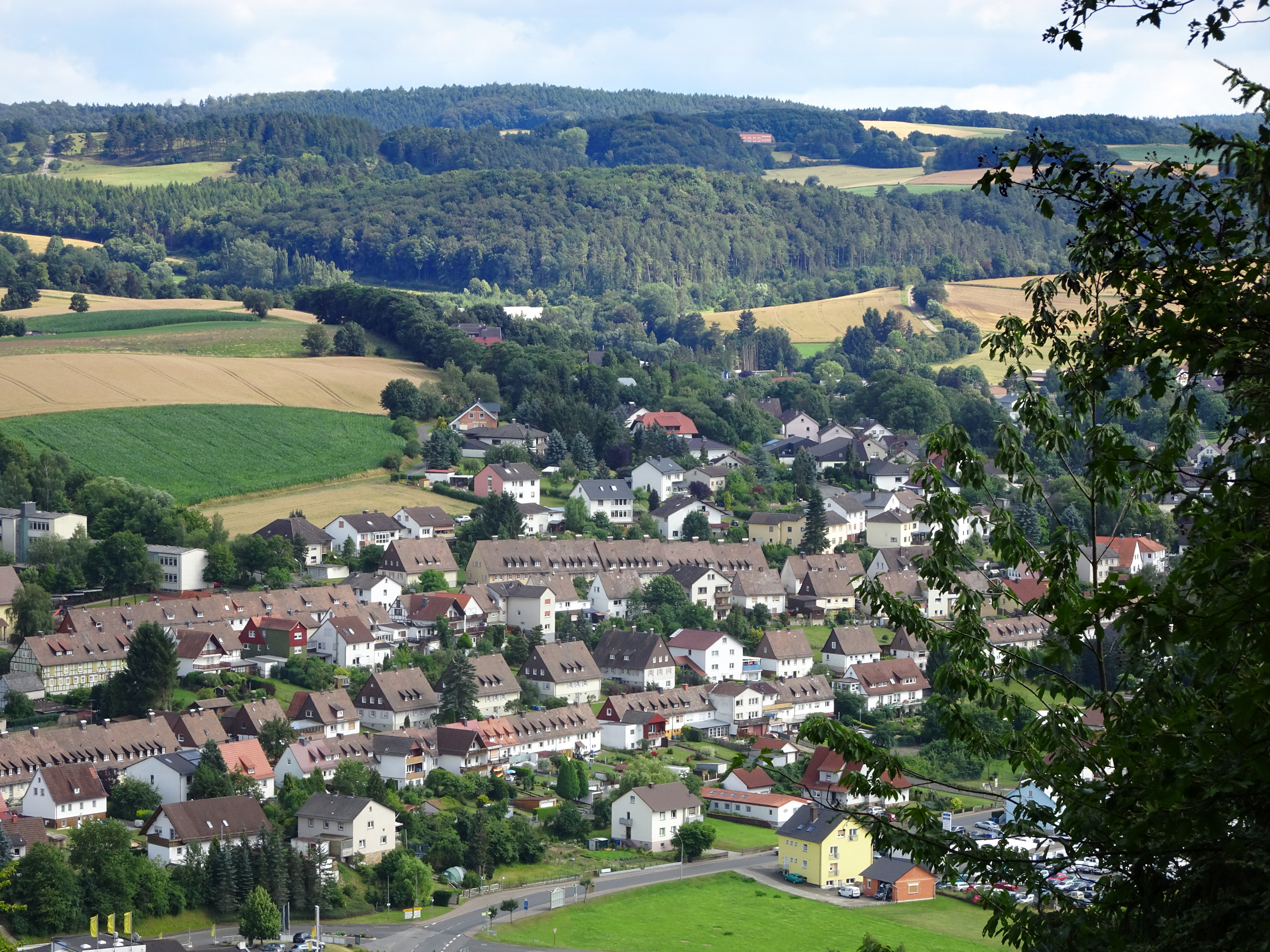
Blick vom Mühlberg auf die frühere Siedlung II

Die Wiederaufnahme des Kupferschieferbergbaus im Richelsdorfer Gebirge in den 1930er Jahren führte zu einer rasanten Industrialisierung der bislang kleinbäuerlich geprägten Sontraer Region. Durch den Zuzug der angeworbenen Berg- und Hüttenleute, die mit ihren Familien aus dem Mansfelder Land, Schlesien, dem Saarland und anderen Bergbaurevieren kamen, verdoppelte sich die Bevölkerungszahl Sontras und stieg auf 5274 Einwohner im Jahr 1938 an. Um Wohnmöglichkeiten zu schaffen, wurden zwei Neubausiedlungen geplant.
Die Konzeption, die im Dezember 1936 erstellt wurde, sah zwei getrennte Siedlungen am südlichen und nordöstlichen Stadtrand vor. Die Siedlung I mit dem Barbaraplatz als Mittelpunkt sollte über 360, diejenige in der Siedlung II mit dem Glückaufplatz über 216 Wohneinheiten verfügen. Die standardisierte Zeilenbebauung der Straßenzüge wird von unterschiedlichen Haustypen geprägt. Es wurden ein- und zweistöckige Häuser als Einzel-, Doppel und Reihenhäuser errichtet. Fachwerkarchitektur wechselt mit massiven Gebäuden, die jeweils in lockerer Gruppierung einander zugeordnet sind.
Bauträger wurde die neu gegründete Kurhessische Bergbausiedlung, die die Hessische Heimstätte mit der Durchführung beauftragte. Das zentrale Richtfest für die Bergarbeitersiedlungen, verbunden mit einer Grundsteinlegung für ein Gemeinschaftshaus, wurde im Oktober 1937 auf dem Barbaraplatz ausgerichtet.
Nach dem Zweiten Weltkrieg kamen die Siedlungen in die Hände der halbstaatlichen Kurhessen Wohnungsbaugesellschaft, der heutigen Wohnstadt, die privaten Interessenten den Kauf von Häusern ermöglichte. Durch die Privatisierung kam es zu individuellen Modernisierungen, An- und Umbauten, die die Einheitlichkeit des Ensembles jedoch kaum beeinträchtigen.
Für den Denkmalschutz sind die „Gesamtanlagen Barbaraplatz und Glückaufplatz“ in den beiden Siedlungen aus geschichtlichen Gründen schützenswert.

#### Jüdische Friedhöfe

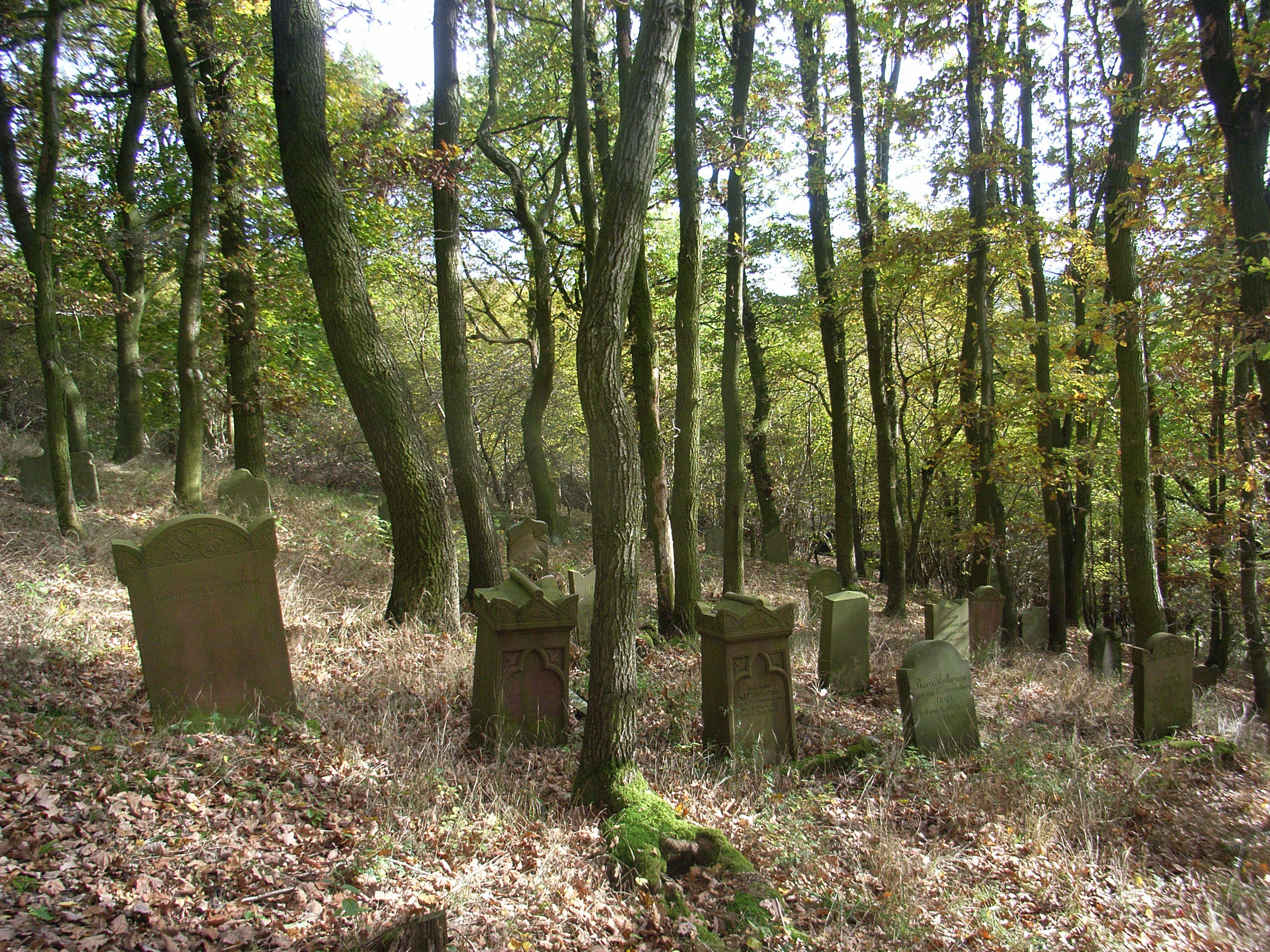
Der alte jüdische Friedhof am Quesselsberg

Die jüdische Gemeinde Sontras erwarb im Jahr 1710 ein Grundstück an dem steilen Südhang des Quesselsberges, um dort ihre Toten zu bestatten. Vorher wurden die Verstorbenen in Jestädt oder Reichensachsen beigesetzt. Der Friedhof in Sontra diente als Sammelfriedhof auch den jüdischen Gemeinden von Breitzbach, Diemerode, Nentershausen, Nesselröden, Richelsdorf, Solz und Wommen, bis in diesen Orten teilweise eigene Friedhöfe angelegt wurden. Aus Platzmangel wurde die Anlage 1859 erweitert, 1920 wurde der Friedhof geschlossen. In der NS-Zeit blieb die Begräbnisstätte, vermutlich wegen ihrer Abgeschiedenheit, von gewaltsamer Zerstörung verschont. In dem inzwischen mit einem lichten Eichenwald bewachsenen Bereich, oberhalb des „Heinrich-Schneider-Stadions“, stehen von den mehr als zweihundert angelegten Grabstellen noch rund einhundert Grabsteine.
Nachdem der alte Friedhof belegt war, kaufte die jüdische Gemeinde 1921 ein Grundstück an dem flachen Gegenhang des Quesselsberges für die Anlage eines neuen Friedhofs. Von den laut Sterberegister mindestens 26 Gräbern sind nur noch sieben Grabsteine erhalten. Der Friedhof im freien Feld war in der Zeit des Nationalsozialismus der Zerstörung durch Gewalt mehr ausgesetzt als der einsam gelegene, halb vergessene alte Friedhof. Mit den noch vorhandenen Grabsteinen wurde auf der Begräbnisstätte, die heute innerhalb des Geländes der „Adam-von-Trott-Schule“ liegt, ein Ehrenmal gestaltet.
Die jüdischen Friedhöfe werden aufgrund ihrer geschichtlichen Bedeutung als Kulturdenkmale geschützt.

### Museen
- Museum im alten Boyneburger Schloss im Stadtteil Wichmannshausen
- Bergbau-Museum (Kupferschiefer-Bergbau) im Kellergewölbe des Historischen Rathauses von Sontra

### Sport
Breitensport wird in der Stadt vom TV Sontra 1861 in mehreren Abteilungen betrieben. Der ortsansässige Fußballverein ist die SG Sontra 1919. Die 1. Mannschaft spielt 2018, wie auch in den Jahren zuvor, in der Kreisoberliga Werra-Meißner. Weitere Sportarten können im Freizeit- und Erlebnisbad (Freibad) mit Riesenrutsche, einem Minigolfplatz und einem Kegelzentrum betrieben werden.
In der Stadt gibt es zwei Schützenvereine, die Schützengilde Sontra und den Sportschützenverein 1958 Sontra Auf dem Dornberg bei Sontra betreibt der Mittelhessische Verein für Flugsport Sontra/Bebra das Segelfluggelände Dornberg bei Sontra.

### Natur
Im Stadtgebiet von (Gesamt-)Sontra sind verschiedene Natura-2000-Gebiete ausgewiesen worden, die als besonders schützenswert gelten. Sie gehören als Fauna-Flora-Habitat(FFH)-Gebiet oder Vogelschutzgebiet zu dem europäischen Schutzgebietsnetz, das die Erhaltung der biologischen Vielfalt zum Ziel hat.

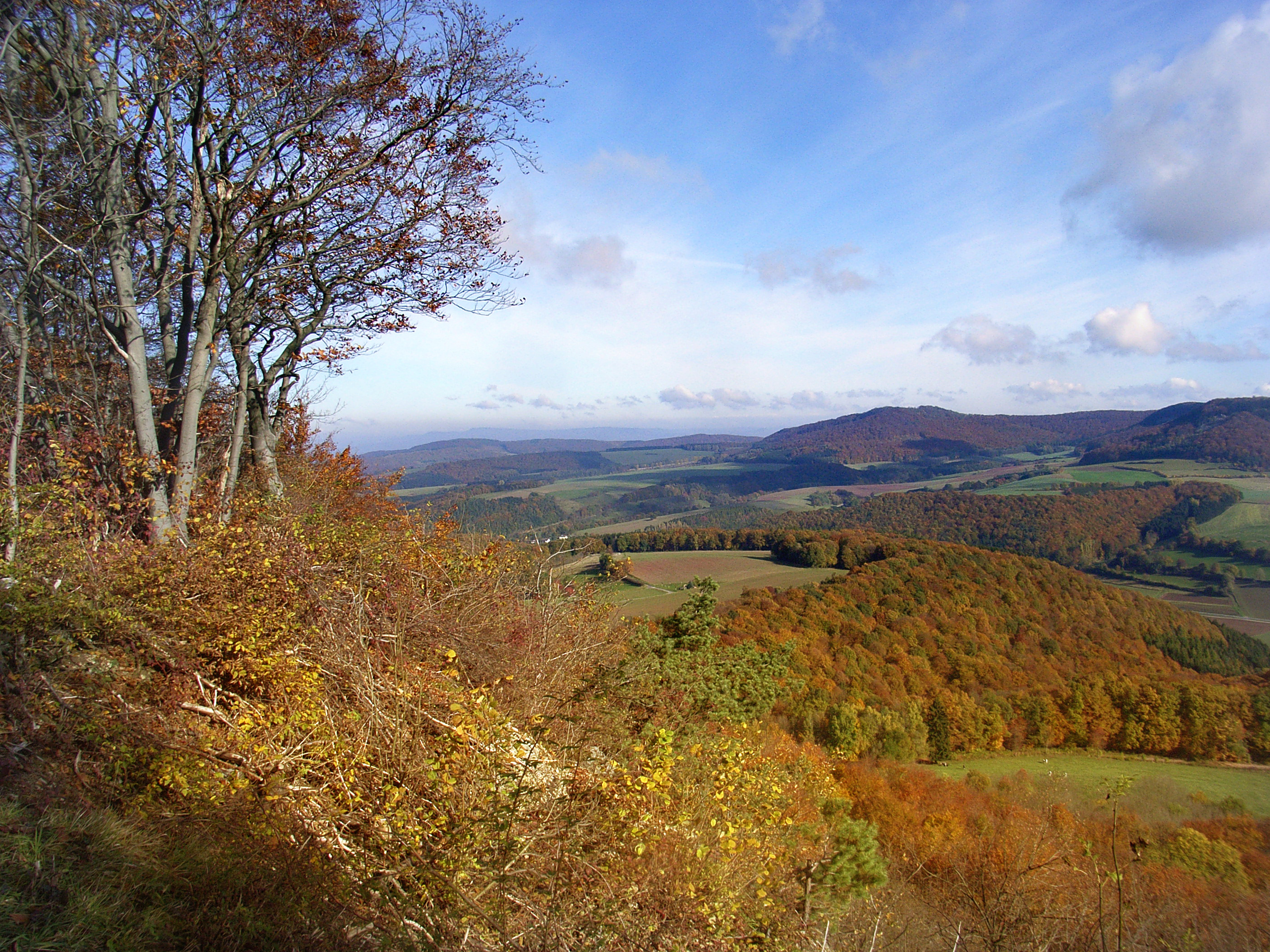
Blick in das Naturschutz- und FFH-Gebiet Boyneburg und Schickeberg bei Breitau

- Boyneburg und Schickeberg bei Breitau (FFH-Nr. 4926-350): Das Laubwaldgebiet erstreckt sich entlang der Gemeindegrenze zwischen Sontra und Grandenborn am nordwestlichen Rand der Ringgau-Hochfläche. Neben den beiden namengebenden Bergen gehören noch der Erbberg und weitere angrenzende Bereiche zu dem Schutzgebiet. Bergabstürze, Felsabbrüche, Kalkfelsfluren sowie waldnahe Magerrasen und Streuobstbestände prägen den Bereich. Das FFH-Gebiet beinhaltet das gleichnamige Naturschutzgebiet mit dem WDPA-Code 81445 und der nationalen Kennung 1636004.
- Felsklippen im Werra-Meißner-Kreis (EU-Vogelschutzgebiets-Nr. 4726-401): Die Fels- und Waldbereiche an der Boyneburg und am Schickeberg sind eine Teilfläche des dreigeteilten Vogelschutzgebietes. Die Kalkfelsklippen, die aus bewaldeten Berghängen über offene Täler aufragen, sind Brutgebiete der Wanderfalken und Uhus.
- Gipskarst bei Berneburg (FFH-Nr. 4925-302): Das Schutzgebiet umfasst den östlich an Berneburg angrenzenden Wald und die sich anschließende Offenlandfläche. In dem Gipskarstgebiet liegen drei Höhlen, darunter die längste aktive Wasserhöhle Nordhessens. Die Höhlen gelten als bedeutendes Überwinterungsquartier für heimische Fledermäuse.
- Werra- und Wehretal (FFH-Nr. 4825-302): Das FFH-Gebiet besteht aus großen zusammenhängenden Buchenwäldern auf Kalk, Basalt und Buntsandstein mit den angrenzenden Grünlandflächen und Streuobstwiesen. Zu dem Schutzgebiet gehören ausgedehnte Bereiche in der Mittelgebirgslandschaft nordwestlich von Sontra und westlich von Wichmannshausen.
- Wälder und Kalkmagerrasen der Ringgau Südabdachung (FFH-Nr. 4926-305): Das Schutzgebiet erstreckt sich als langgezogenen Band am Südabfall des Ringgaus bis nach Herleshausen. Eingeschlossen sind die Bereiche im Stadtgebiet um den Holstein östlich von Sontra. Stein, Heiligenberg und Iberg in der Gemarkung von Breitau. Der Buchberg westlich von Ulfen sowie Ottilienberg, Sandberg und Hasenkopf in dem südlichen Teil der Gemarkung Ulfens. Vorrangige Schutzziele sind die Sicherung der Waldmeister- und Orchideen-Buchenwälder, Hangschuttwälder, Kalk-Felsfluren und der orchideenreichen Kalkmagerrasen.
- Kalkmagerrasen zwischen Morschen und Sontra (FFH-Nr. 5025-350): Das Schutzgebiet besteht aus einem Netz zahlreicher kleinflächiger und zerstreut liegender Kalkmagerrasenflächen in einer vielfältig strukturierten Kulturlandschaft. Sie sind einer der wichtigen Standorte von Orchideen in Hessen. Auf dem ehemaligen Standortübungsplatz, zwischen Sontra und Lindenau, sind zwei Flächen, die durch die Kreisstraße 83 getrennt werden, als schutzwürdig ausgewiesen.

Seit 2017 gehört das gesamte Stadtgebiet von Sontra zum erweiterten Geo-Naturpark Frau-Holle-Land.

## Wirtschaft und Infrastruktur

### Verkehr
Autobahnanschluss besteht über die Bundesautobahn 4 an der Anschlussstelle Wommen/Sontra. Durch die Stadt führen die B 27 und die B 7. Durch die Stadtteile Krauthausen, Breitau und Ulfen führt die B 400.
Die A 44, die um die Stadtteile herumführen wird, ist in Planung bzw. im Bau. Im Stadtgebiet von Sontra sind drei Anschlussstellen vorgesehen.

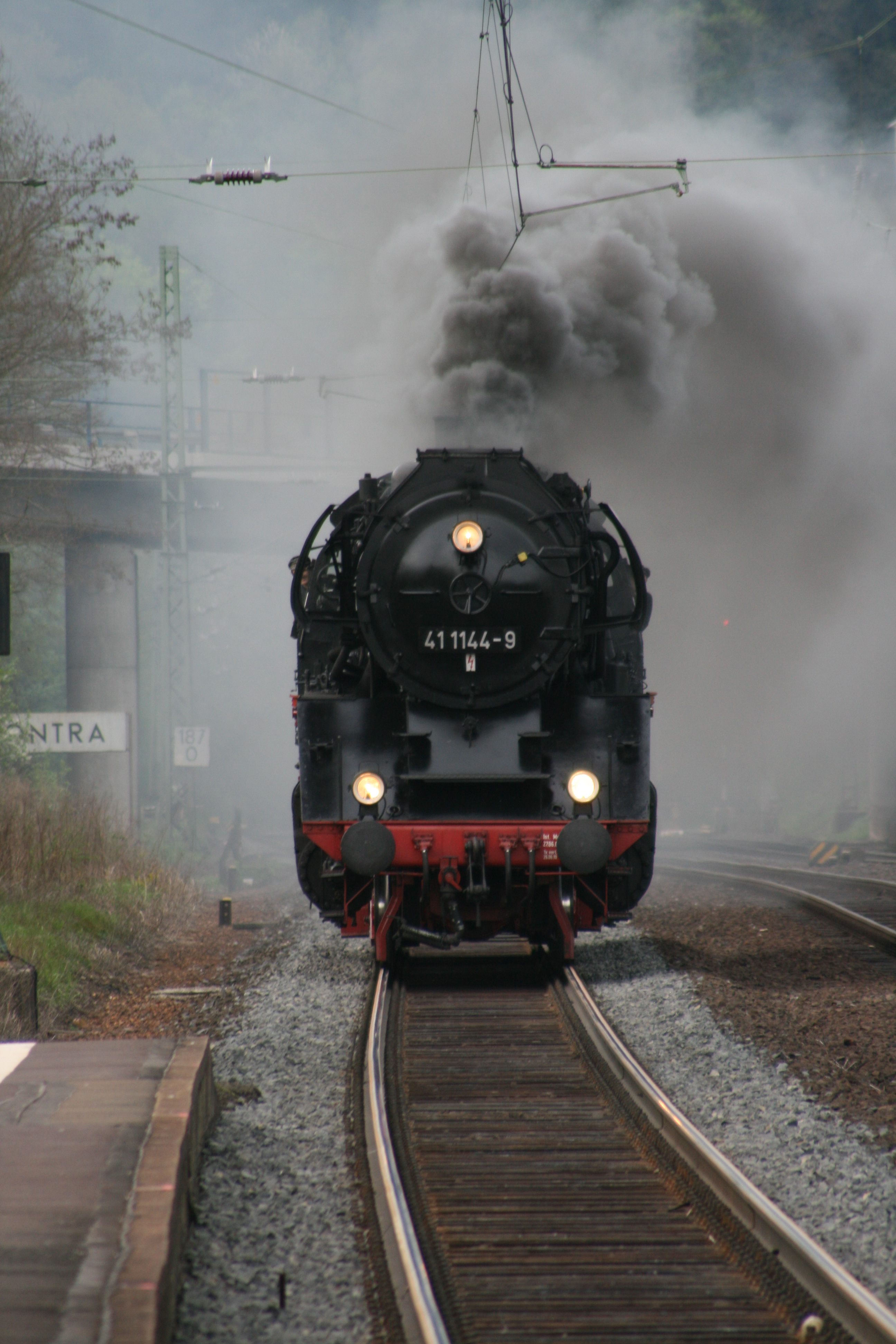
ReKo 41 bei der Einfahrt im Bahnhof Sontra

Sontra hat einen Bahnhof an der Bahnstrecke Göttingen–Bebra. Dieser wird von der NVV-Linie RB 87 bedient.
| Linie | Verlauf | Takt   |
| ----- | --- | ------ |
| RB87  | Göttingen – Friedland (Han) – Eichenberg – Bad Sooden-Allendorf – Eschwege-Niederhone – Eschwege – Eschwege-Niederhone – Wehretal-Reichensachsen – Sontra – Bebra (fährt im Abschnitt Göttingen – Eichenberg mit RB83 vereinigt) Stand: Fahrplanwechsel Dezember 2021 | 60 min |

Durch seine Lage zwischen drei flachen und waldreichen Mittelgebirgen, dem Stölzinger Gebirge, dem Richelsdorfer Gebirge und dem Ringgau, gibt es ein gut ausgebautes Netz von Rad- und Wanderwegen. Hier sind insbesondere der Hessische Radfernweg R5, der Barbarossaweg und der Europäische Fernwanderweg E6 zu nennen. Seit 2007 gibt es den Wetterlehrpfad-Nordhessen, einen regionalen Lehrpfad rund um den Ortsteil Wichmannshausen.

### Staatliche Einrichtungen
Im Jahre 1962 wurde die Husaren-Kaserne errichtet. Hier waren das Panzeraufklärungsbataillon 5, die Panzeraufklärungskompanie 140 und die Panzerjägerkompanie 130 stationiert. Die Liegenschaft mit – am Ende – 780 Dienstposten wurde mit Wirkung zum 30. Juni 2008 aufgelöst. Auf dem ehemaligen Gelände der Panzerwaschanlage und des Außenparkplatzes der ehemaligen Kaserne betreibt seit 2011 der MSC Waldkappel-Breitau den Husarenring, eine Motocross-Strecke.
Das ehemalige Gelände der Husaren-Kaserne ist als interkommunales Gewerbegebiet Husarenpark erschlossen und wird derzeit vermarktet.

### Bildung
In Sontra gibt es die Adam-von-Trott-Schule (Gesamtschule) und zwei Grundschulen (Regenbogenschule, Wiesenschule).

## Persönlichkeiten

### Ehrenbürger
- Fritz Rappe (1907–2003) war von 1937 bis 1974 Stadtpfarrer in Sontra und wurde anlässlich seiner Emeritierung zum Ehrenbürger der Stadt ernannt.
- Heinz Gebhardt (* 1936) gehörte seit dem Jahr 1972 als sozialdemokratischer Abgeordneter fast 40 Jahre der Stadtverordnetenversammlung an, davon 29 Jahre als Parlamentsvorsteher. Das Ehrenbürgerrecht wurde ihm bei seiner Verabschiedung im Mai 2011 verliehen.

### Persönlichkeiten
Diese Übersicht (nach Geburtsdatum sortiert) enthält sowohl bedeutende, in Sontra geborene Persönlichkeiten als auch Personen, die in Sontra wirkten, jedoch nicht hier geboren sind.
- Georg (Gregorius) Faber (* vor 1578 in Sontra, † nach 1633). Der Arzt, Dichter und Zeichner verfasste in der Zeit des Dreißigjährigen Krieges als Reisebegleiter des Landgrafen Philipp III. von Hessen-Butzbach ein Skizzen- und Reisetagebuch.[51]
- Paul Stein (1585–1634), in Sontra geboren, war reformierter Geistlicher und Teilnehmer an der Dordrechter Synode.
- Johann Friedrich Waitz von Eschen (1706–1781), Gutsbesitzer zu Sontra und landgräflicher Hofkammerrat und Oberamtmann
- Carl Lorenz Collmann (1788–1866), der in Sontra geborene Theologe und Pädagoge schrieb, nach Lehrtätigkeit in London und bei Johann Heinrich Pestalozzi in Yverdon, die im Jahr 1863 erschienene Geschichte der alten Bergstadt Sontra in Niederhessen.[52]
- Carl Jakob Ziese (1825–1868), im Ortsteil Hübenthal geborener Orgelbaumeister.
- Otto Hartwig (1830–1903), der in Wichmannshausen geborene Bibliothekar leitete die Universitätsbibliothek Halle, die er zu einer wissenschaftlichen Modellbibliothek ausbaute und gründete die Fachzeitschrift Centralblatt für Bibliothekswesen.[53]
- Gustav Schneider (1847–1913), Verwaltungsjurist und Kommunalbeamter, Oberbürgermeister von Erfurt und Magdeburg
- Rudolph von Wachs (1850–1916), der preußische General der Infanterie wurde in Sontra geboren.
- Heinrich Deist (1874–1963), der aus Mitterode stammende sozialdemokratische Politiker war Geschäftsführer der Gewerkschaftszeitung Volksblatt für Anhalt und nach dem Ende der Monarchie in den Jahren von 1919 bis 1932 der erste Ministerpräsident des Freistaates Anhalt.[54]
- Heinrich Ruelberg (* 1882) wurde in Sontra geboren, war Regierungsbaumeister und Ministerialbeamter.
- Karl Weyrich (1884–1973) war ab 1934 Sontraer Bürgermeister und nach seiner Pensionierung 1945 noch ehrenamtlich um die wirtschaftliche und kulturelle Entwicklung der Stadt bemüht.
- William Katz, eigentlich Wilhelm Katz (1895–1988) in Diemerode geborener deutsch-australischer Lehrer, Kantor und Rabbiner.
- Harry Haffner (1900–1969), der NS-Jurist und letzte Präsident des Volksgerichtshofes, lebte ab 1946 weitgehend unbehelligt und unter dem falschen Namen Heinrich Hartmann in Sontra.
- Kurt Reuber (1906–1944) war in Wichmannshausen von 1933 bis 1938 evangelischer Pfarrer. Von ihm stammt die berühmte Stalingradmadonna, die er zu Weihnachten 1942 anfertigte.
- Ernst Henn (1931–2019), der Historiker und ehemalige Gymnasiallehrer schrieb mehrere Bücher zu Themen der Regionalgeschichte.
- Fritz-Wilhelm Krüger (* 1941), der in Sontra geborene Politiker (FDP) war Abgeordneter des Hessischen Landtags.
- Gerhard Bökel (* 1946), ein in Hornel geborener Journalist, Rechtsanwalt, Politiker und Autor. Der Sozialdemokrat war unter anderem Mitglied des Hessischen Landtags, Landrat, Hessischer Minister des Innern sowie Hessischer Minister des Innern und für Landwirtschaft, Forsten und Naturschutz. Bei der Wahl im Jahr 2003 war er Spitzenkandidat für das Amt des Ministerpräsidenten.
- Jürgen Weber (1953–2015), Polizeibeamter, wurde als Opfer eines Brandanschlags bei einer Demonstration am 10. Mai 1976 in Frankfurt am Main bekannt.